# 平凡 (漫畫家)
平凡（1967年4月29日—）是臺灣漫畫家，血型A型、金牛座，出生於臺北市。

## 簡歷
- 1989年：在《星期漫畫》畫了不少回的封面和漫畫作品。
- 1995年：在《High漫畫月刊》連載《Autumn, Winter ＆ Spring夏日之後》，隨後即結成單行本，這也是他唯一的漫畫作品。
- 1997年：他以電腦繪圖的方式發表《Focus》，從此以電腦的CG展現唯美的畫風。
- 2000年：日本小學館出版《戀色》、《白色之戀（White）》、《YELLOW》等作品。
- 和畫風相融的陳淑芬成了合作夥伴，後來結成夫妻。

## 作品一覽

### 漫畫
- 《Autumn, Winter ＆ Spring夏日之後》，時報文化出版，1995年6月30日，ISBN 9571317357。

### 畫集
與陳淑芬的共同作品，尖端出版社發行
- 銀花
- 戀愛雜貨舖
- 浪漫·古典·夢，明信片書
- 風華絕代複製畫集，東立出版
- 眼兒媚
- 綰青絲

電玩人物設定畫集
- 葬花
- 紅樓夢
- 笑傲江湖

彩虹書系列
- 藍色
- 紅色
- 黃色
- 白色

日本小學館
- 戀色
- 白色之戀（White）
- YELLOW

## 外部連結
- 平芬臺灣官方網站
- （日語）平芬日本官方網站
- 平凡一二三 （页面存档备份，存于）